# ران موری
ران مورى (ژاپنی:  ‏毛利 蘭 هپبورن: Mōri Ran) یک شخصیت اصلی در انیمیشن و مانگای كارآگاه كونان است. او 17 ساله، دختر کارآگاه کوگورو موری و وکیل اری کیساکی و دوست دوران کودکی شخصیت اصلی، شینیچی کودو است. او شینیچی را بسیار دوست دارد و این را در سریال هلمز الهام (قسمت های 616-621) به او اعتراف کرد. او پس از جدایی پدرش، کوگورو موری، از مادرش، اری کیساکی، مراقبت از پدرش را آغاز کرد و او سخت تلاش می کند تا رابطه آنها را اصلاح کند. او کاراته را دوست دارد و در آن مهارت دارد و در باشگاه مدرسه آن را تمرین می کند.او بهترین کاراته باز مدرسه است و قهرمانی های زیادی کسب کرده است. او همچنین عاشق آشپزی است و برای پدرش و کانن غذا درست می کند. او از نظر بدنی به اندازه کافی قوی است که بتواند با قدرت و بدون کمک از خود دفاع کند و از نظر اخلاقی قوی است و با وجود انتظار طولانی همچنان منتظر بازگشت دوست دوران کودکی اش شینیچی است.

## پانويس
1. ↑  "Ran Mouri" (به انگلیسی). Retrieved 2024-02-20.